# Let's Dance (1950)
Let's Dance is een Amerikaanse muziekfilm uit 1950 onder regie van Norman Z. McLeod.

## Verhaal
De weduwe Kitty McNeil gaat na de oorlog weer aan het slag met haar voormalige danspartner Donald Elwood. Haar rijke schoonmoeder eist de voogdij over haar kleinzoon, omdat ze niet wil dat hij in aanraking komt met het artiestenmilieu.

## Rolverdeling
| Acteur             | Personage          |
| ------------------ | ------------------ |
| Betty Hutton       | Kitty McNeil       |
| Fred Astaire       | Donald Elwood      |
| Roland Young       | Edmund Pohlwhistle |
| Ruth Warrick       | Carola Everett     |
| Lucile Watson      | Serena Everett     |
| Gregory Moffett    | Richard Everett    |
| Barton MacLane     | Larry Channock     |
| Shepperd Strudwick | Timothy Bryant     |
| Melville Cooper    | Charles Wagstaffe  |
| Harold Huber       | Marcel             |
| George Zucco       | Rechter Mackenzie  |
| Peggy Badley       | Bubbles Malone     |
| Virginia Toland    | Elsie              |